# Леспинас, Габриэль
Габриэль Леспинас (фр. Gabrielle Lespinasse 1888 — ок. 1970) — парижская муза испанского художника Пабло Пикассо. Их любовная связь, длившаяся с 1915 по 1916 год, оставалась тайной до 1987 года, когда она наконец стала достоянием общественности после открытия ранее неизвестных работ художника. Пикассо называл её Габи.

## Биография
Габриэль Депер родилась в Париже.
Точные обстоятельства, при которых познакомились Леспинас и Пабло Пикассо, не ясны, но роман между 27-летней парижанинкой и 34-летним художником, скорее всего, завязался осенью 1915 года, когда Ева Гуэль, тогдашняя любовница Пикассо, была смертельно больна туберкулёзом.

### Роман с Пикассо
Леспинас проживала на верхнем этаже дома на бульваре Распай, недалеко от парижской мастерской художника.
«Габи», как называл её Пикассо, была по словам биографа, искусствоведа и доверенного лица Пикассо Джона Ричардсона «восхитительной девушкой», «большой красавицей, особенно в профиль, с её пушистой чёлкой, большими угрюмыми глазами и красивым вздёрнутым носом». 
Было две причины для содержания их отношений в тайне. Первой была смертельная болезнь Евы Гуэль, скончавшейся в 1915 году. Второй — хорошие отношения между Габи и франко-американским художником и поэтом Гербертом Леспинасом (1884—1972), чью фамилию она взяла ещё до того, как выйти за него замуж. Богатый Герберт Леспинас был одним из первых художников, поселившихся в маленьком французском порту Сен-Тропе на побережье Средиземного моря, и его дом стал служить местом встреч для парижской богемы. Судя по всему, Пикассо и Габи использовали его как место для своего проживания, как и многие другие художники и интеллектуалы, бежавшие из Парижа от тягот Первой мировой войны. В ноябре и декабре 1915 года Пикассо был практически не разлучен с Габриэль.
Пикассо ухаживал за Леспинас, преподнося ей свои натуралистичные рисунки и акварели, которые он скорее создавал больше для того, чтобы польстить ей, чем для собственного развития художника. Ричардсон отмечал, что «многочисленные её портретные наброски, которые он сделал для неё, хотя и очаровательны, но слишком незначительны, чтобы считаться чем-то важным в его творческой карьере».
На некоторых рисунках и на множестве деревянных рамок Пикассо оставил Леспинас интимные послания, которые предназначались только им двоим. Большинство из этих посланий на рисунках позднее, перед продажами, были стёрты. Во многих случаях от них сохранилось только посвящение de tout mon cœur («От всего сердца») и подпись Пикассо. На одном из паспарту коллажа из прямоугольного текста (Je t’aime Gaby) с орнаментальной каймой, окружённого четырьмя овальными миниатюрами и двумя овальными миниатюрными фотографиями, была помещена короткое послание Пикассо: J’ai demandé ta main au Bon Dieu. Paris 22 Fevrier 1916 («Я попросил твоей руки у Доброго Бога. Париж, 22 февраля 1916»). При её изучении Джон Ричардсон пришёл к выводу, она является первым документальным свидетельством серьёзного брачного намерения Пикассо, который сам себя называл атеистом, категорически отрицал свою причастность к вере и никогда не проявлял никакого интереса к браку.
Помимо портретов Пикассо посвятил ей также и серию акварелей «Провансальские интерьеры (спальня, столовая, кухня)», предположительно изображавшие интерьеры дома Герберта Леспинаса в Сен-Тропе. Кроме того, он сделал для неё ожерелье из расписных деревянных шаров с различными геометрическими мотивами. Четыре миниатюрных шедевра, приуроченные к предложению руки и сердца (Ричардсон назвал их «причудливыми»), представляли собой три овальных кубистических натюрморта и аллегорический портрет Габи.

### Замужества
Габи отклонила предложение руки и сердца Пикассо и 23 апреля 1917 года в Сен-Тропе вышла замуж за Герберта Леспинасса. Весной 1916 года Пикассо оправился от неудачи с Габи, завязав роман с художницей Ирен Лагю, но она также расстроила его брачные планы. Позднее он переехал из Парижа в Рим, где познакомился и женился на русской балерине Ольге Хохловой (1891—1955).

### Коллекция
В конце 1950-х годов Джон Ричардсон, бывший глава американского отделения аукционного дома Christie’s, впервые узнал о существовавшей связи между Леспинас и Пикассо, когда Габи заинтересовалась продажей некоторых её портретов, написанных Пикассо. Ричардсон, приходившийся художнику близким другом, показал ему фотографии этих портретов. Он следующим образом описал реакцию Пикассо на эти снимки: «Он был явно рад её видеть, но злился, что ему напомнили об эпизоде, который он решил забыть».
После того, как Габи и её муж умерли в начале 1970-х годов, одна из её племянниц продала оставшиеся от Габи работы и документы коллекционеру произведений искусства и эксперту по Пикассо Дугласу Куперу. В эту коллекцию вошли произведения искусства и любовные письма Пикассо, а также официальные документы, такие, например, как свидетельства о браке и смерти Габи. Купер предпочёл не предавать огласке существование этой коллекции, которая тогда была единственным вещественным доказательством существования романа между Пикассо и Леспинас. После смерти Купера в 1984 году его приёмный сын Уильям Маккарти Купер предоставил Ричардсону свободный доступ к коллекции. В выпуске журнала House & Garden за октябрь 1987 года тот стал первым, кто публично объявил о существовании этой коллекции, которая одновременно с этим была выставлена в Художественном музее в Базеле (Швейцария), а затем в галерее Тейт в Лондоне.

### В культуре
В 1996 году драматург Брайан Макавера написал сценарий под названием «Женщины Пикассо», который имел форму воображаемых интервью и транслировался частями по британскому радио. В нём трое бывших женщин Пикассо, в том числе Габриэль Леспинас, вспоминали о совместной жизни с художником.
Весной 2000 года в Великобритании состоялась премьера пьесы «Женщины Пикассо». Её немецкая премьера состоялась в начале января 2003 года в Хемнице, где актриса Барбара Гайгер исполнила роль Леспинас.